# Last Year: The Nightmare
Last Year: The Nightmareはカナダのゲームスタジオであるエラスティック・ゲームズが開発し、2018年12月18日に発売したWindows向けの非対称対戦型アクションゲームである。

## 内容
5人の生存者達と1人の殺人鬼の対決を描いた非対称型対戦ホラーアクションゲームである本作は、殺人鬼の追跡を逃れながら、生存者達はマップ内を探索して得たアイテムを組み合わせて様々な武器を作り、脱出を目指す内容となっている。
生存者達は1996年のハロウィーンに呪われたカードゲームを遊んでしまった5人の高校生達という設定であり、キャラクター性はリーダー格やジョック、ナードといったホラー映画のステレオタイプを反映した6人のキャラクターの中から選択し、次いでアサルトやメディックといったクラスを選択する。各クラスには初期装備が割り振られており、たとえばテクニシャンは自動で殺人鬼を迎撃するセントリータレットが割り振られている。生存者側のプレイヤーはマップ内で得たアイテムを用いて装備を強化することが可能である。ただし、アップグレードアイテムはグループ内で最大2人までしか持てないという制約がある。このため、5人全員が銃火器を使って殺人鬼を撃退することは不可能である。
生存者は殺人鬼に殺されるとリスポーン専用の部屋へ転送され、仲間が迎えに来ることで復活する。また、生存者達は武器を使って殺人鬼を殺すことが可能であり、生存者に殺された殺人鬼は一定時間を過ぎると復活する。
殺人鬼はプレデターモードを発動させることで、生存者側の視界外に限り、透明化してマップ内を自在に移動することが出来るほか、生存者側のプレイヤーに気づかれないように罠を仕掛けることも出来る。
これとは別に、殺人鬼には、待ち伏せするためのアンブッシュポイントが用意されている。

## 開発
本作はKickstarterでクラウドファンディングを実施し、ゴールまで達成した。ところが、公開したキャラクターのイメージが既存の映画の登場人物と酷似していたという指摘が寄せられたため、プロジェクトは一度停止された。
その後、プロジェクトが再開され、公式ホームページが立ち上げられた。

### 販売
本作は2018年9月に予告編が公開された
のち、2018年11月2日から5日にかけてクローズドβテストが行われた。
その後、90日限定でゲーマー向けチャットアプリDiscord定額制サービスNitroの加入者向けに先行配信が行われたのち、Discordストアにて正式に配信されたが、Discordがゲーム販売事業からの撤退を発表したのにあわせ、2019年10月16日に配信を停止した。
2019年12月10日からはSteamであらためて配信されている。

## 反響
本作はKickStarterでのクラウドファンディングが行われた時点から注目を集めていた。

### 評価
DestructoidのJordan Devoreは自然で多様性に富んだグラフィックを評価した。IGNの洋ナシは、『Dead by Daylight』といった同ジャンルのゲームとは全くプレイ時の感覚が違うと述べている。